# Грановская, Елена Маврикиевна
Еле́на Маври́киевна Грано́вская (1 (13) июня 1877, Тверь — 15 июня 1968, Ленинград) — русская и советская актриса. Народная артистка РСФСР (1944). Лауреат Сталинской премии третьей степени (1951).

## Биография
Родилась в Твери, окончила в Санкт-Петербурге немецкую школу с дипломом домашней учительницы; участвовала в любительских и полупрофессиональных спектаклях. На профессиональной сцене дебютировала в 1898 году — в Васильевском театре, в комедии «Медовый месяц». В 1899—1902 годах выступала на сцене Панаевского театра в Петербурге, затем один сезон провела в Театре Корша в Москве.
С 1903 года выступала в различных антрепризах С. Ф. Сабурова, в том числе в петербургском театре «Пассаж». В 1921 году «Пассаж» хотели национализировать и превратить в один из филиалов бывшего Александринского театра: труппа, возглавляемая такими актёрами, как Грановская и С. Н. Надеждин, писала «Ленинградская правда» в июне 1921 года, «представляет во время всеобщей халтуры неоспоримую художественную ценность». Национализация по каким-то причинам не состоялась, и «Пассаж», руководимый Степаном Надеждиным, продолжал существовать как самостоятельный коллектив, при этом на его сцене периодически выступали ведущие актёры александринской труппы, которых привлекала репертуарная независимость театра, и в 1921—1923 годах одним из партнёров Грановской в ряде спектаклей был Владимир Давыдов.
По поводу спектакля «Дама с камелиями», в котором Армана Дюваля в качестве гастролёра играл Владимир Максимов, критик Э. Старк в газете «Последние новости» писал: «Максимов составил достойнейшую пару с Грановской, у которой простота её искусства составляет высшее достоинство. Посмотреть только, как она играет Маргариту Готье! Будучи по преимуществу всё-таки чисто комедийной актрисой, ибо в ней — неисчерпаемый запас тончайшего юмора, Грановская играет „Даму с камелиями“ в таких простых и удивительно мягких, сплошь музыкальных тонах, что весь образ получает совершенно особенное освещение, становясь на своё законное место среди образов Маргариты, созданных другими знаменитейшими актрисами».
В 1925 году «Пассаж» преобразовали в театр «Комедия». Весь репертуар «Комедии» был ориентирован на индивидуальность Грановской, в то время актрисы прежде всего лирико-комедийной. В 1931 году «Комедия» была объединёна с Театром Сатиры Давида Гутмана в Ленинградский театр сатиры и комедии (с 1935 года — Ленинградский театр Комедии).
В объединённом театре, как и прежде в «Комедии», Елена Грановская была ведущей актрисой; репертуар также был унаследован от «Комедии»: водевили, популярные в те годы эстрадные обозрения, первые советские комедии — В. П. Катаева, В. В. Шкваркина, В. М. Киршона. В труппе были блистательные актёры: Л. О. Утёсов, Н. К. Смирнов-Сокольский, Н. К. Черкасов, — тем не менее к середине 30-х годов Театр сатиры и комедии утратил популярность и оказался на грани закрытия.
Не сработавшись с Н. П. Акимовым, пришедшим в 1935 году спасать театр, Елена Грановская в 1939-м перешла в БДТ имени М. Горького, который в то время возглавлял Б. А. Бабочкин. Здесь по-новому раскрылось дарование актрисы — в ролях Раневской («Вишнёвый сад» А. П. Чехова), Полины Бардиной («Враги» М. Горького), Полежаевой («Беспокойная старость» Л. Н. Рахманова), Софьи Петровны («Разлом» Б. А. Лавренёва), Кэт («Все мои сыновья» А. Миллера) и др..
Проживала в доме 7 по ул. Пестеля.
Актриса умерла 15 июня 1968 года. Похоронена в Ленинграде на Богословском кладбище.

Могила Грановской на Богословском кладбище Санкт-Петербурга.

## Творчество

### Роли в театре
«Пассаж»
- «Когда заговорит сердце» Франсиса де Круассе — Эллен (маркиза де Шарвилль играл В. Давыдов, Робера — Надеждин)
- «Любовь к искусству» («Вечная любовь») Германа Фабера — Клара Шпор (Фридриха Фиринга играл В. Давыдов)
- «Дама с камелиями» А. Дюма-сына — Маргерит Готье (в роли Жоржа Дюваля — В. Давыдов)

БДТ имени Горького
- 1940 — «Стакан воды» Э. Скриба; режиссёр А. Н. Арди — Королева
- 1940 — «Вишнёвый сад» А. П. Чехова; режиссёр П. П. Гайдебуров — Любовь Андреевна Раневская
- 1942 — «Дорога в Нью-Йорк» Л. А. Малюгина (по сценарию Р. Рискина); режиссёр Л. С. Рудник — Дайк
- 1943 — «Беспокойная старость» Л. Н. Рахманова; режиссёр A. M. Жуков — Марья Львовна Полежаева
- 1944 — «На дне» М. Горького; режиссёр Л. С. Рудник — Анна
- 1948 — «У нас на земле» О. Ф. Берггольц, Г. Макогоненко; режиссёр Н. С. Рашевская — Клавдия Ивановна Сазонова
- 1948 — «Враги» М. Горького; режиссёр Н. С. Рашевская — Полина Бардина
- 1948 — «Джо Келлер и сыновья» («Все мои сыновья») А. Миллера; режиссёр Г. М. Раппопорт — Кэт
- 1948 — «Свадьба Кречинского» А. В. Сухово-Кобылина; режиссёр О. М. Бойцов — Анна Антоновна Атуева
- 1950 — «Тайная война» В. Михайлов, Л. Самойлов; режиссёр P. P. Суслович — Вера Аркадьевна Туманова
- 1950 — «Разлом» Б. А. Лавренёва; режиссёры А. В. Соколов и И. С. Зонне — Софья Петровна
- 1951 — «Любовь Яровая» К. А. Тренёва; режиссёр И. С. Ефремов — Горностаева
- 1952 — «Достигаев и другие» М. Горького; режиссёр Н. С. Рашевская — Ксения Булычова
- 1956 — «Шестой этаж» А. Жери; режиссёр Г. А. Товстоногов — госпожа Марэ
- 1959 — «Варвары» М. Горького; режиссёр Г. А. Товстоногов — Богаевская

### Роли в кино
- 1935 — Граница — Фейга, жена Новика
- 1954 — Герои Шипки (СССР, Болгария) — дама при дворе
- 1956 — Девочка и крокодил — бабушка Кати
- 1960 — Ночная сказка (короткометражный) — бабушка

## Награды и звания
- народная артистка РСФСР (1944)
- Сталинская премия третьей степени (1951) — за исполнение роли Софьи Петровны Берсеневой в спектакле «Разлом» Б. А. Лавренева
- орден Трудового Красного Знамени (1939)[6]